# Maciej Szmatiuk
Maciej Szmatiuk (Gliwice, 9 maggio 1980) è un ex calciatore polacco, di ruolo difensore.

## Carriera

### Club

#### Podbeskidzie
Debutta con il Podbeskidzie il 26 luglio 2008 nella vittoria casalinga per 3-0 contro il Wisła Płock.
Gioca l'ultima partita, con gol, con il Podbeskidzie il 23 maggio 2009 nella vittoria per 9-0 contro il Tur Turek.

#### Arka Gdynia
Debutta con l'Arka Gdynia il 31 luglio 2009 nella sconfitta fuori casa per 2-1 contro il Lechia Danzica.
Segna il suo primo gol con l'Arka Gdynia il 4 ottobre 2009 nel pareggio casalingo per 1-1 contro il
Lech Poznań.
Segna l'ultimo gol nell'Arka Gdynia l'11 settembre 2010 nel pareggio casalingo per 1-1 contro il Widzew Łódź.
Segna l'unica doppietta con l'Arka Gdynia il 25 maggio 2011 nella sconfitta casalinga per 2-5 contro il Legia Varsavia.
Gioca l'ultima partita nell'Arka Gdynia il 29 maggio 2011 nella sconfitta fuori casa per 5-0 contro lo Śląsk Wrocław.

#### GKS Bełchatów
Debutta nel GKS Bełchatów il 30 luglio 2011 nella sconfitta fuori casa per 2-1 contro il Ruch Chorzów.
Segna il suo primo gol nel GKS Bełchatów il 6 agosto 2011 nella vittoria casalinga per 6-0 contro il Podbeskidzie.